# 拆白黨
拆白黨（上海话拼音：cakbhakdang，发音：[tsʼᴀ̄ʔbᴀ̋ʔtɑ̃᷆]）是20世紀20至40年代的上海俚語，泛指上海地區一群糾黨並以色相行騙，白飲白食騙財騙色的青少年，多屬男性。後來拆白黨的聲名大盛，連外埠都知道這個名稱，凡屬騙人財物的案件，國內皆稱爲拆白行爲。

## 由來
「拆白」二字是「拆梢」與「白食」的簡語。「拆」即朋友之間瓜分，「梢」即梢板。當時的上海流氓稱錢財為梢板，他們會把騙來搶來的錢財瓜分。而因為當時流氓索取酒席白吃白喝也相當盛行，所以在「拆梢」外也加上「白食」，一般人均稱這幫流氓為拆白黨。後來這幫流氓開始變得有組織地進行行騙，多擇富家女眷為行騙目標。
另也有說，因爲拆白黨大半是翩翩少年，那時舶來品的雪花粉流行未久，黨員人人樂用，皮膚擦得雪白。所以拆白，系指「擦白」，故拆白黨亦稱「雪花粉黨」。

## 黨綱
奉行「三白主義」，用餐、看戲不付錢、誘姦女性；即是「吃白食、看白戲、（與異性）睡白覺」。

## 手段
男拆白黨徒，有的扮成小滑頭，也有僞裝成文人，多是俊俏的青少年。黨徒中有人專責情報，注意對象多是富家女眷。情報者暗中尾隨瞭解目標的姓名、性情、出入特點、家庭背景後，一一記錄向組織彙報，組織遂派合適者前去引誘目標。當目標對拆白黨徒産生好感，黨徒即以各種手段獲利。而女拆白黨徒手段與男的相似，但內幕沒有太多組織結構，一般不過少數幾個人結合在一起的小團體。
流程通常為：一、「前手」，二、「後手」，三、「了事」。